# Bat (ägyptische Mythologie)
Bat (auch Bati gelesen) ist eine schon in der frühdynastischen Zeit belegte, altägyptische Lokalgöttin der Hauptstadt Hu-sechem im siebten oberägyptischen Gau („Gau der weiblichen Seele“). Der Name entspricht der weiblichen Form des Wortes Ba für „Seele“. Bat wird oft mit der ebenfalls kuhgestaltigen Göttin Hathor verwechselt.

## Darstellung
Bat wird mit menschlichem Antlitz, Kuhohren und einwärts eingerollten Hörnern abgebildet. Ihr Gesicht blickt dem Betrachter stets entgegen, was an die Darstellung des kleinwüchsigen Gottes Bes erinnert. Einer der frühesten Belege für Bat ist die Narmer-Palette aus der prädynastischen Zeit. Dort bildet sie auf Vorder- und Rückseite den oberen Abschluss der Prunkpalette. Eine Vase aus Diorit, gefunden in Hierakonpolis und in die Zeit von Narmer datiert, zeigt Bats Portrait auf der Randoberseite der Vase mit sternenbesetzten Hörnern und von drei weiteren Sternen umgeben. Gegenüber auf dem Rand befindet sich die Darstellung eines Sattelstorches, der die Lesung „Ba“ hat. Eine weitere Darstellung erscheint auf einer Palette aus grauem Granit aus derselben Zeitperiode. Auch hier sitzen fünfzackige Sterne an den Spitzen der Kuhhörner, was möglicherweise darauf hindeutet, dass Bat auch eine kosmologische Rolle innehatte.

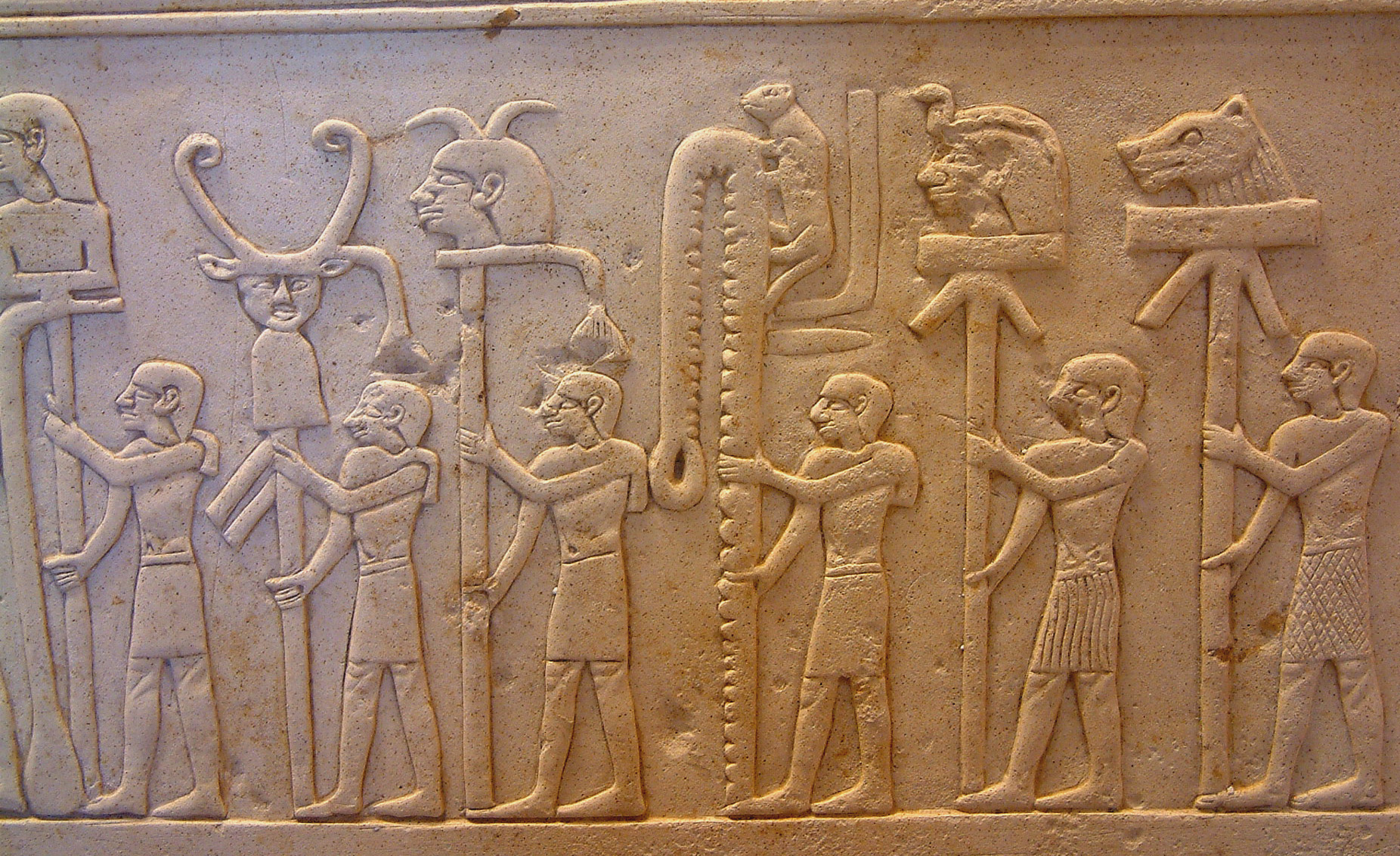
Darstellung des Bat-Fetischs (zweiter von links) auf der Stele des Abetkau (späte 11. Dynastie).

Ab dem frühen Alten Reich wird Bat als Fetisch auf einer Standarte dargestellt. Hier erscheint sie mit Kopf und Halstuch in Form eines Tit-Knotens. In der Gauliste von Sesostris I. im Karnak-Tempel wird Bat als Vertreterin des siebten oberägyptischen Gaues von Dendera aufgeführt. Ab der 11. Dynastie wird Bat mit Hathor gleichgesetzt und ihr Portrait findet sich auf vielen Sistren und Säulen. Dabei kann Bat leicht mit Hathor verwechselt werden, weil das Gesicht von Letzterer ab dem Neuen Reich ebenfalls in Frontalansicht erscheint. Einzig die Kuhhörner geben Aufschluss: jene von Bat sind einwärts eingerollt, die von Hathor hingegen sind nach außen gebogen und etwas kräftiger.

## Mythologie
Bat wurde als Fruchtbarkeitsgöttin verehrt, die kinderlosen Frauen zur Empfängnis verhelfen und werdende Mütter beschützen sollte. Inspiriert wurde dieser Glaube wohl durch die kultische Verehrung von Kühen verschiedener Wild- und Hausrinder, die sich aufopfernd um ihre Kälber sorgen und ihnen (aber auch dem Menschen) wertvolle Milch liefern. Dadurch avancierten Kühe zum Symbol von Schwangerschaft, Geborgenheit und mütterlicher Fürsorge. Stiere, als männliches Gegenstück dazu, avancierten zum Symbol unerschütterlichen Mutes, enormer Kraft und sexueller Potenz. Daher waren sie bei Königen, Prinzen und Soldaten sehr beliebt. Weibliche Kuh-Gottheiten wie Bat, Hathor, Mehet-weret und Hesat hingegen waren – wenig verwunderlich – bei Königinnen, Prinzessinnen und königlichen Ammen populär.

## Geschichte
Bat ist seit der Naqada-II-Periode belegt. Sie erfreute sich während der Prädynastik und der 1. Dynastie großer Beliebtheit. Während des Alten Reiches tauchte sie äußerst selten auf, eine Ausnahme bildet eine bekannte Statuengruppe aus der 4. Dynastie: sie zeigt König Mykerinos, umrahmt von Hathor und Bat, Letztere erscheint als anthropomorphe Gaugöttin mit Bat-Fetisch auf dem Kopf. Möglicherweise steht die Abnahme von Bat-Darstellungen mit der Einführung von Hathor in Zusammenhang, die namentlich ab der Herrschaft von König Snofru sicher erwähnt wird. Aus der 5. Dynastie ist eine Dame namens Nefer-Bati („Bat ist gütig“) überliefert. In den Pyramidentexten der 6. Dynastie wird sie als „Bat mit den zwei Gesichtern“ bezeichnet. Auffälligerweise findet Bat in der Zeit vom Neuen Reich bis zur Spätzeit keine direkte Erwähnung mehr, was an ihrer vorübergehenden Synkretisierung mit Hathor liegen mag. Ab der 26. Dynastie und insbesondere in der griechisch-römischen Zeit lebte dagegen der alte Bat-Kult wieder auf.